# Paddington

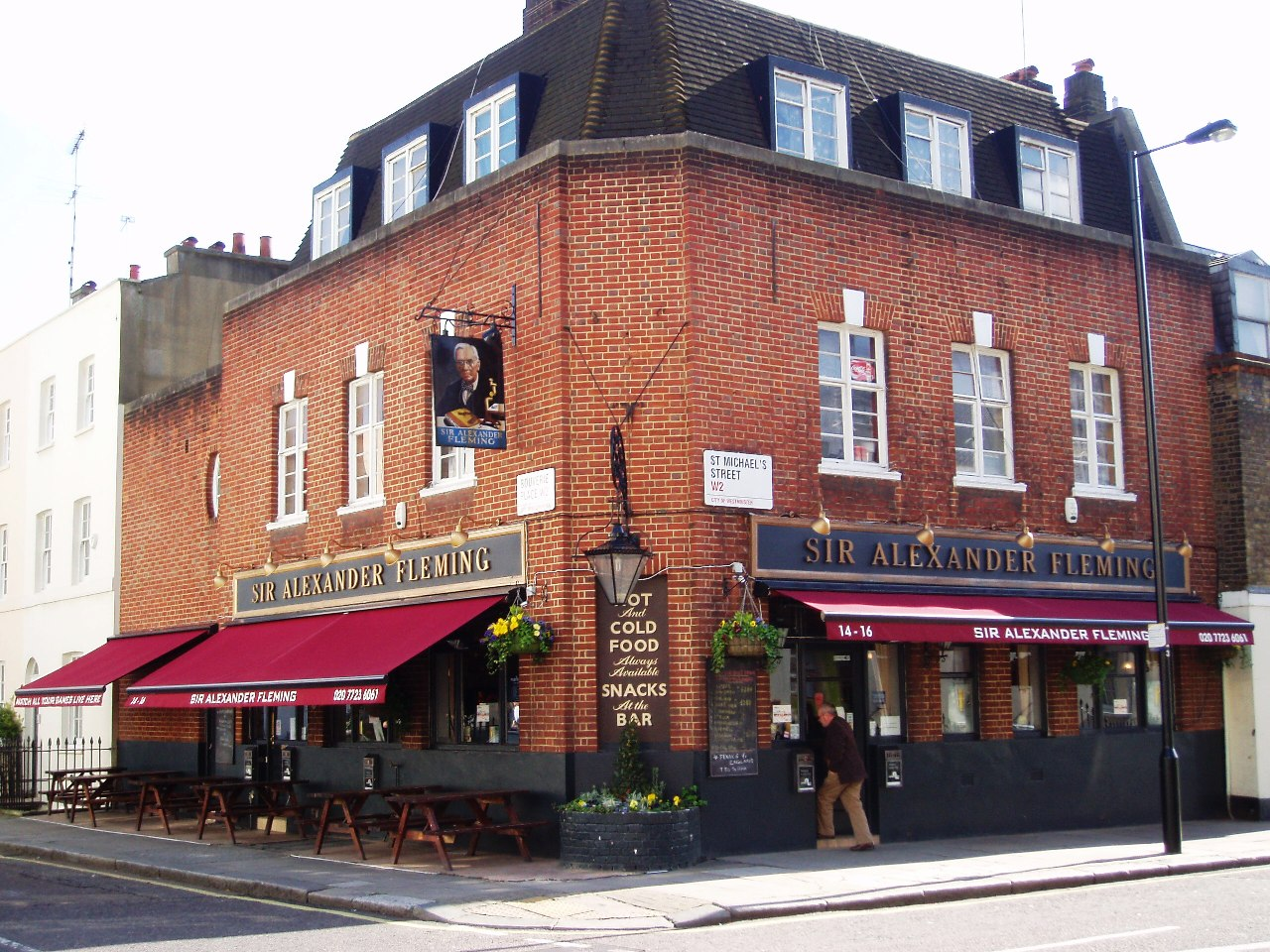
Pub Sir Alexander Fleming, em Paddington

Paddington é uma região na Cidade de Westminster, na Região de Londres, na Inglaterra.

## Obras notáveis
O Hospital de St. Mary inaugurado em 1845 está instalado no bairro, assim como a Estação Paddington, obra do arquiteto Isambard Kingdom Brunel, que abriga o terminal ferroviário da  Great Western Railway desde 1838 e uma estação integrada de metrô.